# Arsenaux birmans
Depuis les années 1950, la Birmanie dispose de ses propres arsenaux militaires. Cette structure, appelée Ka Pa Sa State Run, comporte treize usines d'armement pour répondre aux importants besoins de l'armée birmane. Les longues guerres contre les Karens, les Shans, les soldats perdus du Kuomintang ou Khun Sa impliquent cette forte demande. Ces armes légères sont désignées par le suffixe BA (pour Burmese Army) ou MA (pour Myanmar Army)[pas clair].

## Budget militaire en 2019
En 2019, le gouvernement birman a investi plusieurs dizaines de millions de dollars dans son armement. La Birmanie s'est fournie en matériel militaire (avions de combat, véhicules blindés, missiles sol-air)  auprès de ses alliés comme : la Chine, la Russie, l'Inde et Israël.

## Production sous licences
Les arsenaux birmans ont produit  avec l'accord du fabricant originel :
- des pistolets mitrailleurs TZ-45 (BA-52)
- des fusils d'assaut HK G3 (BA-63//BA-72/BA-100).

## Copies et créations propres
- des  pistolets mitrailleurs BA-94  (Uzi munie d'une crosse fixe en plastique type HK 33)
- des fusils d'assaut MA-11 (HK-33) et MA-1/MA-2/MA-4 (IMI Galil). Le MA-4 est un Galil muni d'un lance-grenade M-203 à demeure
- des mitrailleuses MA-15 (Rheinmetall MG3),
- des F-M légers MA-12 (version lourde du MA-11 proche du HK 13), BA-64 (G3A2 avec bipied et canon lourd appelé aussi G4) et MA-3 (Galil ARM)